# Carga de la prueba (filosofía)
En epistemología, la carga de la prueba (en latín: onus probandi) es la obligación de una de las partes de proporcionar justificación suficiente para su postura en un desacuerdo.

## Poseedor de la carga
Cuando dos partes debaten y uno asevera una enunciación que el otro pone en duda, el que asevera tiene una carga de la prueba consistente en justificar o fundamentar esa enunciación. Un argumento ad ignorantiam se produce cuando una proposición se supone verdadera porque aún no se ha demostrado que sea falsa o una proposición se supone falsa porque aún no se ha demostrado que sea verdadera. Esto conlleva que la carga de la prueba le corresponda a la persona que realiza la proposición.
Mientras que ciertos tipos de argumentos, como los silogismos lógicos, requieren pruebas matemáticas o pruebas lógicas estrictas, el estándar de evidencias para cumplir con la carga de la prueba suele estar determinado por las normas y convenciones del contexto y la sociedad.
El debate filosófico puede derivar en discutir sobre quién tiene la carga de la prueba sobre una afirmación en particular. Esto se ha descrito como "tenis de carga" o "juego de responsabilidad".

## En debates públicos
La carga de la prueba también es un concepto importante en los foros públicos de ideas. Una vez que los participantes del debate establecen supuestos comunes, el mecanismo de la carga de la prueba ayuda a asegurar que todas las partes contribuyan de manera productiva, utilizando argumentos pertinentes.

## Demostrar una negación
Una enunciación negativa es una expresión coloquial para una enunciación afirmativa que asevera la inexistencia o la exclusión de algo. Hay muchas pruebas que sustentan las enunciaciones negativas en las matemáticas, la ciencia y la economía, incluida la Paradoja de Arrow.
Una enunciación negativa puede o no existir como contrapunto a una enunciación anterior. Una prueba de imposibilidad o un argumento de evidencia de ausencia son métodos típicos para cumplir con la carga de la prueba para una enunciación negativa.

## Ejemplos
Matt Dillahunty pone el ejemplo de una gran jarra llena de chicles para ilustrar la carga de la prueba. Es un hecho real que el número de chicles enteros del frasco es par o impar, pero el grado de aceptación o rechazo personal de las enunciaciones sobre esa característica puede variar. Se puede optar por considerar dos enunciaciones acerca de la situación, que serían:
1. El número de chicles es par.
2. El número de chicles es impar.

Estas dos enunciaciones pueden considerarse de forma independiente; sin embargo, ambas representan la misma proposición. «Impar», en este caso, significa «no par» y podría ser descrito como una enunciación negativa. Sin tener información sobre el número de chicles, no hay forma de comprobar ninguna de las dos enunciaciones. Cuando no se tiene pruebas para resolver la proposición, se debería suspender el dictamen. Desde un sentido cognitivo, cuando no existe una preferencia personal por una de las enunciaciones opuestas, uno puede ser escéptico de ambas o ambivalente respecto a ambas. Si hay una enunciación propuesta y esa enunciación se debate, la carga de la prueba recae sobre el autor de la enunciación. Si no hay pruebas aceptables para apoyar una enunciación, esta se considera un argumento ad ignorantiam.